# Partido Marxista-Leninista de Alemania
El Partido Marxista-Leninista de Alemania (MLPD, en alemán: Marxistisch-Leninistische Partei Deutschlands) es un partido político comunista de Alemania que se define como maoísta y carece de representación parlamentaria. Fue fundado en 1982 por los miembros de la Unión Comunista Obrera de Alemania (KABD, en alemán: Kommunistischer Arbeiterbund Deutschlands). 
El MLPD se ha definido tradicionalmente como "partido de nuevo tipo" ("Partei neuen Typs" en alemán), interpretando los cambios políticos y económicos efectuados en la URSS y en los países de Europa del Este después del XX Congreso del PCUS en los años 50 como una traición al socialismo, adscrito a las ideas impulsadas por Karl Marx, Friedrich Engels, Lenin, Stalin y Mao. Igual de críticos se muestran al analizar las reformas que emprendió Deng Xiaoping en la República Popular China a partir de 1978, pues para ellos tales reformas significaron la restauración del capitalismo en China.
El MLPD promueve la revolución socialista internacional contra el capital financiero internacional.